# Synagoge (Norynsk)

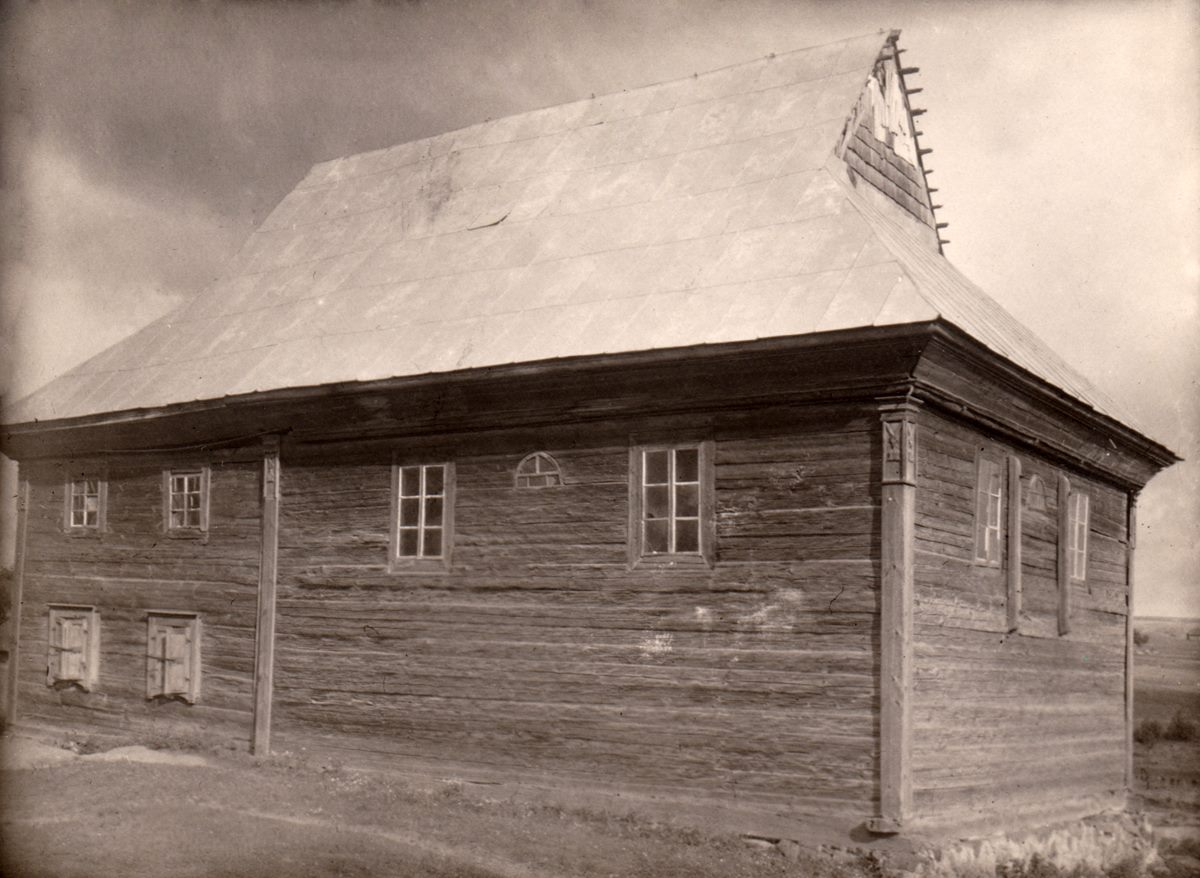
Synagoge in Norynsk (1928)

Die Synagoge in Norynsk, einem Dorf in der ukrainischen Oblast Schytomyr, wurde Ende des 18. oder Anfang des 19. Jahrhunderts erbaut. Wie lange sie stand, ist nicht bekannt.
Die Haupthalle (der Gebetsraum der Männer) war nahezu quadratisch. Ursprünglich befand sich entlang der Nordwand der Raum für die Frauen. Dieser wurde abgerissen und der Frauenraum über das Vestibül im Westen verlegt.
Das gesamte Gebäude war von einem Walmdach, das in der oberen Hälfte in ein Giebeldach überging, bedeckt. Zwischen Haupthalle und Vestibül/ Frauenraum war das Dachgesims unterschiedlich. Das deutet darauf hin, dass diese beiden Teile zu unterschiedlichen Zeiten erbaut wurden und dann ein gemeinsames Dach bekamen.
Im Inneren hatte der Gebetsraum der Männer eine achteckige, mehrfarbig bemalte Kuppel.
Die Bima war ebenfalls achteckig; im Gegensatz zu vielen anderen in ähnlichen Synagogen hatte sie jedoch keinen Baldachin.